# Samuel Joseph Schweig
Samuel Joseph Schweig, v Izraeli známý jako Shmuel Yosef Schweig (1902, Ternopil, Rakousko-Uhersko – 19. března 1985, Jeruzalém, Izrael) byl izraelský fotograf.

## Životopis

### Mládí v Evropě
Shmuel Joseph Schweig (S. J. Schweig) byl fotograf narozený v roce 1905 v Galicii, která byla tehdy součástí Rakouska-Uherska. Už během života v Tarnopolu projevoval zájem o fotografii a později ji vystudoval ve Vídni.

### V mandátní Palestině a Izraeli
V roce 1922 ho jeho sionistické přesvědčení přimělo emigrovat do země izraelské, poté do mandátní Palestiny. Zde zahájil svou kariéru fotografováním městských scén, panoramat a krajinářských fotografií. V letech 1925–1927 pracoval Schweig jako fotograf pro Židovský národní fond. V roce 1927 založil fotografický ateliér na adrese Hanevi'im (Prophets) v Jeruzalémě. Byl prvním místním fotografem, který pořídil barevné fotografie v Palestině.
Po specializaci na archeologickou fotografii se stal hlavním fotografem odboru starožitností povinné správy od roku 1938 se sídlem v Palestinském archeologickém muzeu neboli Rockefellerově muzeu.
Počínaje 20. léty 20. století jeho fotografie pomohly utvářet vnímání sionistického světa v zahraničí. Ale Shmuel Joseph Schweig je stejně známý jako první izraelský umělecký fotograf krajiny a archeologie. Schweig je považován za jednoho z nejvýznamnějších z těch, kdo utvářeli obraz Palestiny od 20. let 20. století, a jeho dílo je označováno za klíčový příspěvek budování židovského národa. Sám sebe však viděl především jako uměleckého fotografa; ve skutečnosti je považován za prvního místního uměleckého fotografa krajiny a archeologie.
Schweig pořídil některé z prvních fotografií svitku Velkého Izaiáše – jednoho ze svitků od Mrtvého moře.

## Knižní publikace
Pracoval na několika archeologických publikacích a měl na starosti ilustraci a uspořádání Encyklopedie archeologických vykopávek ve Svaté zemi (editor Michael Avi-Yonah, Prentice-Hall, 1978). Schweig vyrobil na žádost kanceláře ministra zahraničí pro kolonie album tegartských pevností známé jako „The Police Stations Plan 1940–1941“, „The Wilson Brown Buildings“ nebo „From Dan to Be'er Sheva“.

## Muzea a archivy
Schweigova sbírka, která zahrnuje jak skleněné, tak velkoformátové filmové negativy, je rozdělena mezi Izraelské muzeum, archiv Židovský národní fond, Ústřední sionistický archiv a Rockefellerovo muzeum. Mnoho originálních tisků, většinou malých rozměrů, je ve sbírkách soukromých sběratelů.

## Vzdělání
- 1921 Fotografie, Vídeň a Londýn
- 1930 London University, jazyková a fotografická škola, Londýn

## Tituly, ceny a ocenění
- 1976 čestný člen Královské fotografické společnosti Velké Británie
- 1977 Yakir Yerushalayim – „Zasloužilý občan Jeruzaléma“
- Cena Enrique Kablina za životní projekt v oblasti fotografie z roku 1978, Izraelské muzeum, Jeruzalém, Izrael
- Člen rady Izraelské společnosti pro průzkum.[3]

## Vybrané výstavy
- Otevřené muzeum fotografie, Tel Hai, stálá výstava
- 1971: samostatná výstava v Izraelském muzeu v Jeruzalémě
- 1985: druhá výstava v Izraelském muzeu v Jeruzalémě
- 2010: „Shmuel Joseph Schweig: Photography as Material“, v Otevřeném muzeu fotografie v průmyslovém parku Tel Hai

## Články
- Niche, 1. června 2010 (hebrejsky)
- Masa Aher, 1. srpna 2010 (hebrejsky)
- HA'ARETZ – průvodce, 6. srpna 2010 (hebrejsky)
- Yediyot Haifa, 3. září 2010 (hebrejsky)

## Galerie

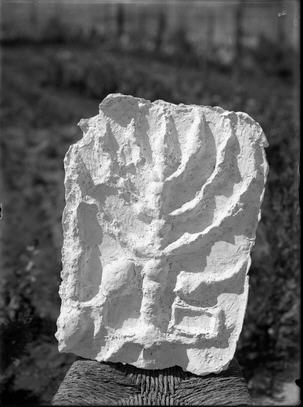
Ben Shemen. Menorah. 1926
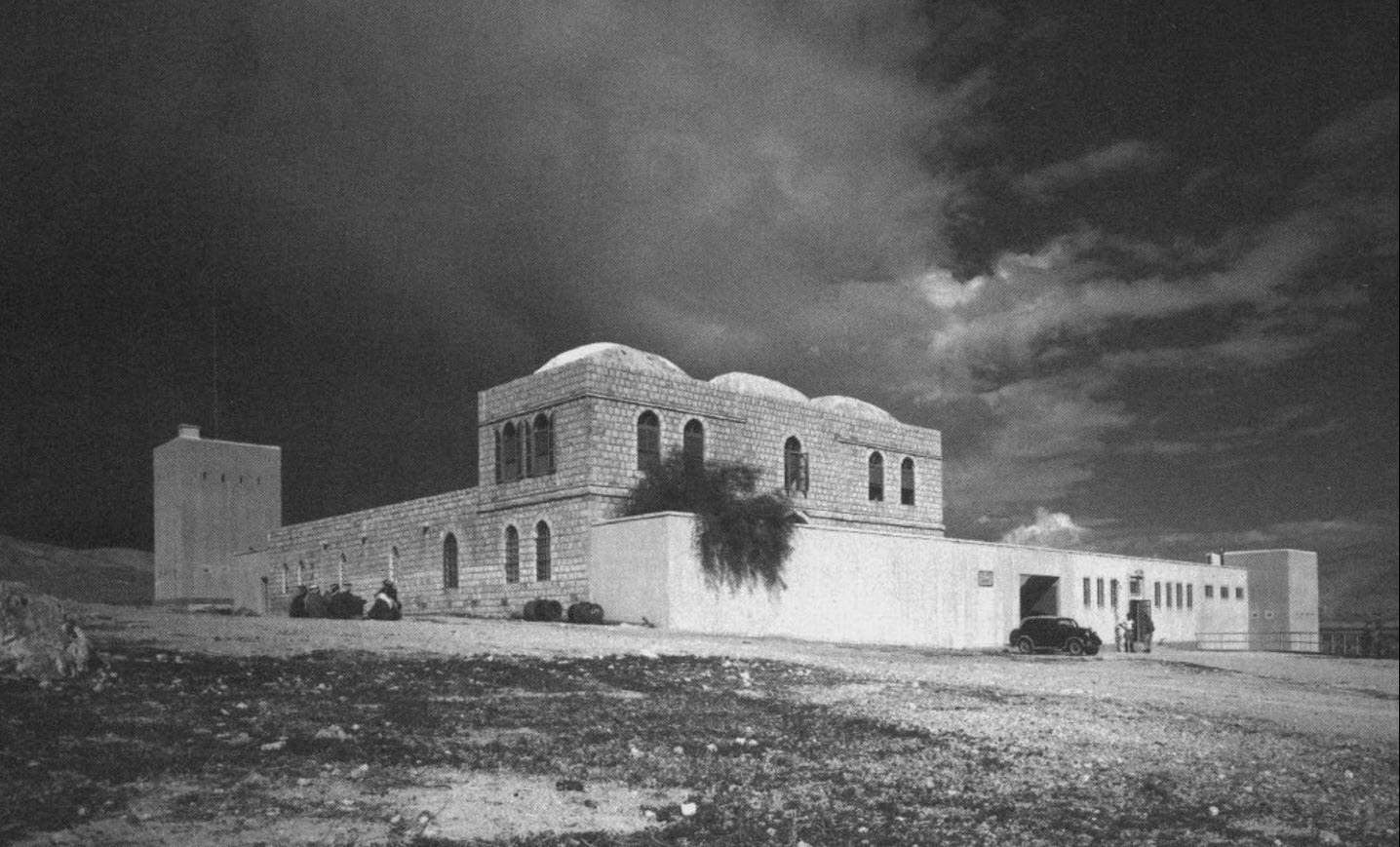
Policejní stanice Jiftlik
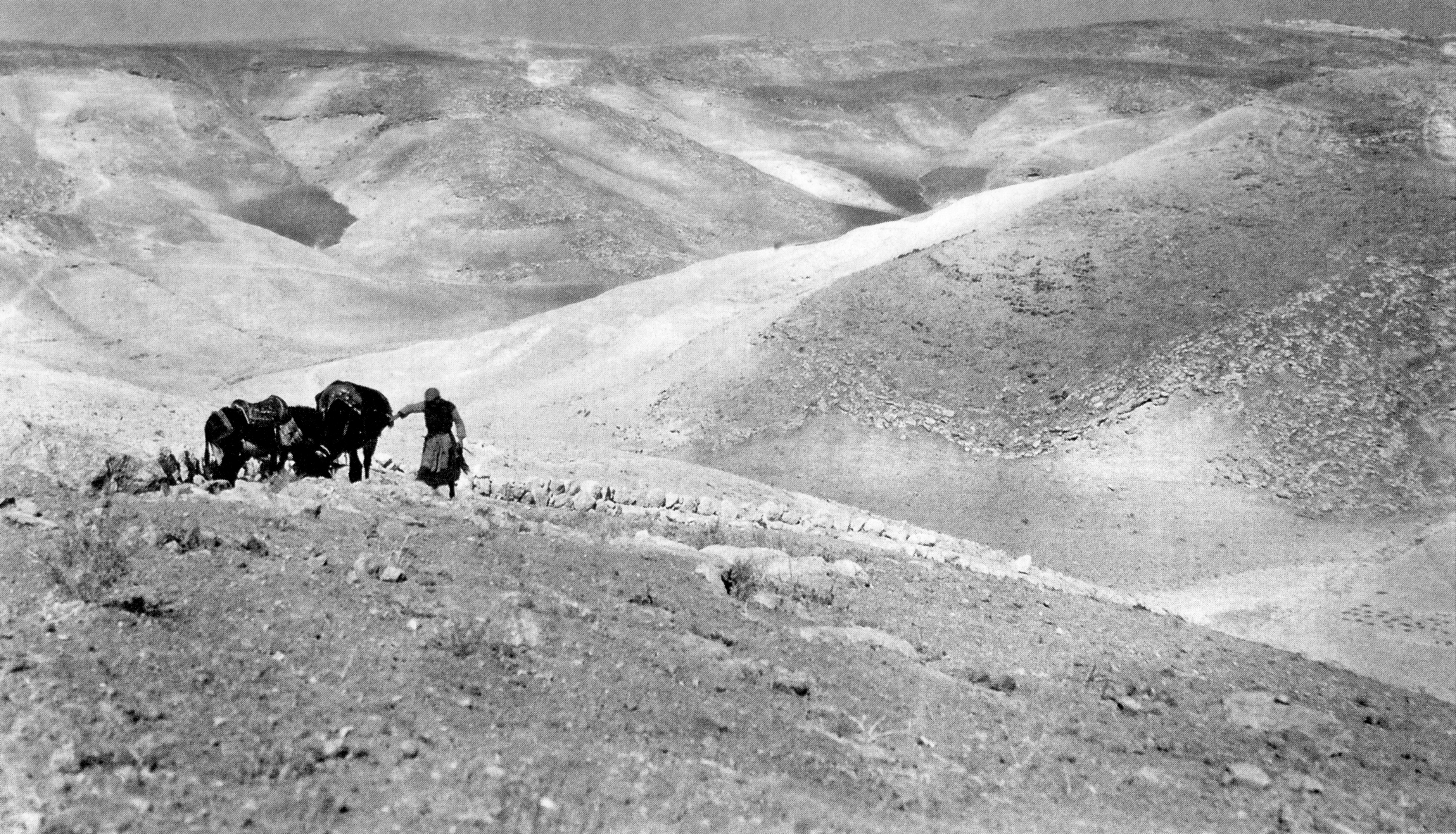
Bez názvu
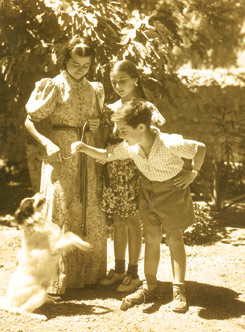
Rodina
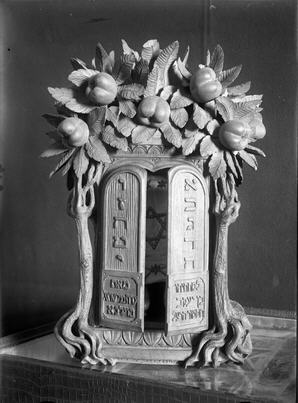
Malá archa prezentovaná jako dárek Herzlovi komunitou Vilny se svitkem Tóry uvnitř, fotografie z Židovského národního fondu
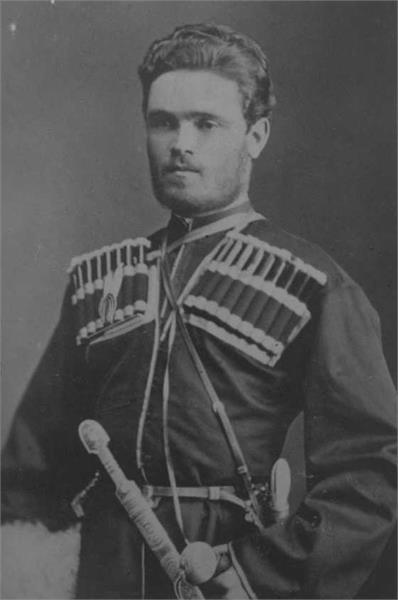
Johann Kremenezky, fotografie z Židovského národního fondu
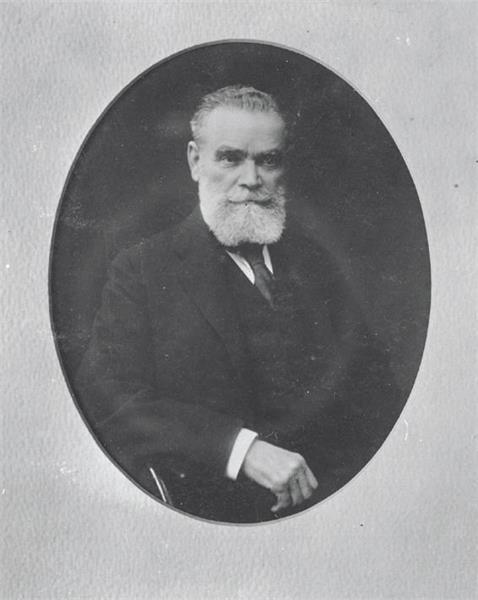
Johann Kremenezky, fotografie z Židovského národního fondu
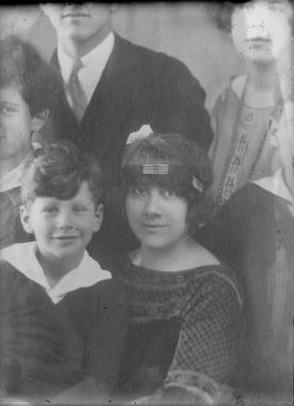
Portrét paní Yarmy Lindheimové, fotografie z Židovského národního fondu